# Barry McGuigan
Barry McGuigan (Monaghan, 28 febbraio 1960) è un ex pugile irlandese.
La International Boxing Hall of Fame lo ha riconosciuto fra i più grandi pugili di ogni tempo.

## La carriera
Professionista dal 1981. Conquistò il titolo europeo della categoria nel 1983, battendo Valerio Nati per KO alla sesta ripresa. Lasciò il titolo continentale due anni dopo per tentare la sfida mondiale.
McGuigan fu Campione del mondo WBA dei pesi piuma dal 1985 al 1986. Nel maggio di quell'anno perse il titolo a Las Vegas contro lo statunitense Stevie Cruz, ai punti per verdetto unanime. Il match è stato premiato come match dell'anno 1986.